# Gabriela Sedláková
Gabriela Sedláková (* 2. března 1968, Topolčany) je bývalá slovenská atletka reprezentující Československo, běžkyně, která se specializovala na střední tratě.
V 17 letech, v roce 1985, se stala juniorskou mistryní Evropy v běhu na 800 metrů. V následující sezóně na juniorském mistrovství světa vybojovala v této disciplíně stříbrnou medaili. Stejně úspěšná byla na halovém mistrovství světa v roce 1987. V této sezóně zaběhla také svůj osobní rekord na 800 metrů 1:58,37.
Celkem čtyřikrát zvítězila na mistrovství Československa v běhu na 800 metrů – v letech 1987, 1988, 1989 a 1991. Halovou mistryní republiky v této disciplíně se stala v letech 1987, 1988 a 1992.